# Franz Walchegger
Franz Walchegger (* 1. April 1913 in Lienz; † 26. November 1965 in Klagenfurt) war ein Pionier der modernen Malerei in Tirol.

## Leben und Wirken
Franz Walchegger stammte aus einer Lienzer Bürgerfamilie, die im 19. Jahrhundert u. a. auch den Brixner Kunsthistoriker Johann Evangelist Walchegger hervorbrachte. Nach der Schulzeit erlernte Walchegger zunächst das Malerhandwerk. Er hatte eine außergewöhnliche Begabung, daher besuchte er die Zeichen- und Malschule bei Professor Toni Kirchmayr in Innsbruck. Teilweise wirkte er an Kirchenmalereien mit. An der Kunstakademie in Wien studierte er von 1938 bis 1942. Dort belegte er Stunden bei den Professoren Ferdinand Andri, Wilhelm Dachauer und Herbert Boeckl und schloss mit Diplom ab.
1942 wurde Walchegger zur deutschen Wehrmacht eingezogen und verrichtete seinen Frontdienst in Russland und im Westen. Auch während des Krieges war Walchegger z. T. als Maler tätig, u. a. schuf er Wandmalereien in einer Kaserne in Olmütz. Der Krieg endete für ihn in Gefangenschaft. Nach seiner Freilassung kehrte er nach Lienz zurück. 
Wie sein Vorbild Albin Egger-Lienz entwickelte auch er einen starken Schaffensdrang. In dieser Zeit entstanden zahlreiche Werke nach Motiven im Bäuerlichen-Figuralen, in lebendigen Blumen- und Landschaftsstudien, beseelte Porträts, aber auch großflächige Wandmalereien. Walchegger verewigte sich mit Fresken an vielen Fassaden von Wohn- und Geschäftshäusern in Lienz, Matrei in Osttirol und anderen Orten. Ein weiterer Schwerpunkt von Walcheggers Schaffen während seines ganzen Lebens war die Auseinandersetzung mit religiösen Themen, in denen das Themenpaar "Tod" – "Leben" eine besondere Rolle spielt.
In der Porträtkunst hat er seinen eigenen Stil und eine unverwechselbare Farbgebung entwickelt. Wohl nicht zuletzt dank seiner Ausbildung gelang es Walchegger in hervorragender Weise, künstlerischen Ausdruck mit handwerklicher Perfektion zu kombinieren. Ausgehend vom Naturalismus und in kreativer Auseinandersetzung mit verschiedenen Vorbildern rezipierte er u. a. den Kubismus produktiv für sich und wagte sich in den frühen 1960ern in die abstrakte Malerei. Ein Spezifikum von Walcheggers späteren Werken ist die sogenannte Bindertechnik, ein ins Dreidimensionale vorstoßender, verdickter Farbauftrag, der den Sujets besondere Eindringlichkeit und Verdichtung verleiht.
Trotz zahlreicher Aufträge im öffentlichen und halböffentlichen Raum wurde Walcheggers Werk in seiner Heimat Osttirol nicht immer verstanden und zum Teil angefeindet. Besonders getroffen hat ihn die nächtliche Übermalung eines seiner Fresken an der Bachkapelle in Matrei in Osttirol durch unbekannte Täter. Im Laufe der Zeit wurde Walchegger immer einsamer und zog sich mehr und mehr zurück. Er verkaufte sein Haus in Lienz und erwarb 1957 das Berghaus des verstorbenen deutschen Malers Franz Eichhorst in Matrei. Dort wirkte er bis kurz vor seinem Tod und verstarb schließlich im Alter von 52 Jahren in Klagenfurt. Kurz vor seinem Tod engagierte er sich auch gemeinsam mit Josef Manfreda, Leopold Ganzer und Hermann Pedit für die Gründung der 1964 eingerichteten Städtischen Galerie in Lienz. 
Die größten öffentlich zugänglichen Sammlungen von Walcheggers Werken finden sich – neben etlichen Außenfresken in der Lienzer Innenstadt – im Rathaus von Lienz sowie im Museum Schloss Bruck. Walcheggers Werk waren – allein oder in Gemeinschaft – mehrere Ausstellungen gewidmet, zu Lebzeiten und auch posthum; nicht nur in seiner näheren Heimat Osttirol, sondern auch in Wien und anderen größeren Städten.
Letzte größere Ausstellungen: Museum der Stadt Lienz Schloss Bruck (20. Juni bis 9. August 2013); Hofburg Innsbruck (6. November bis 4. Dezember 2013).

## Bedeutung
Walcheggers Bedeutung für die Entwicklung der modernen Malerei in Tirol fasste der Innsbrucker Ordinarius Heinz Mackowitz in seiner Monographie Franz Walchegger (1984) so zusammen: 
„Walcheggers Platz innerhalb der Entwicklung der Tiroler Malerei in unserem Jahrhundert ist unbestritten, und es wird immer offensichtlicher, daß er, was die Kunst unseres Landes in der Mitte dieses Jahrhunderts betrifft, etwa jene Stellung einnimmt, die Egger-Lienz im ersten Viertel eingenommen hat. 
Es steht außer Zweifel, daß der Name Walchegger stets neben jenem von Egger-Lienz genannt werden muß, wenn die Sprache auf die Tiroler Kunst des 20. Jahrhunderts kommt.“

## Werke im öffentlichen Raum

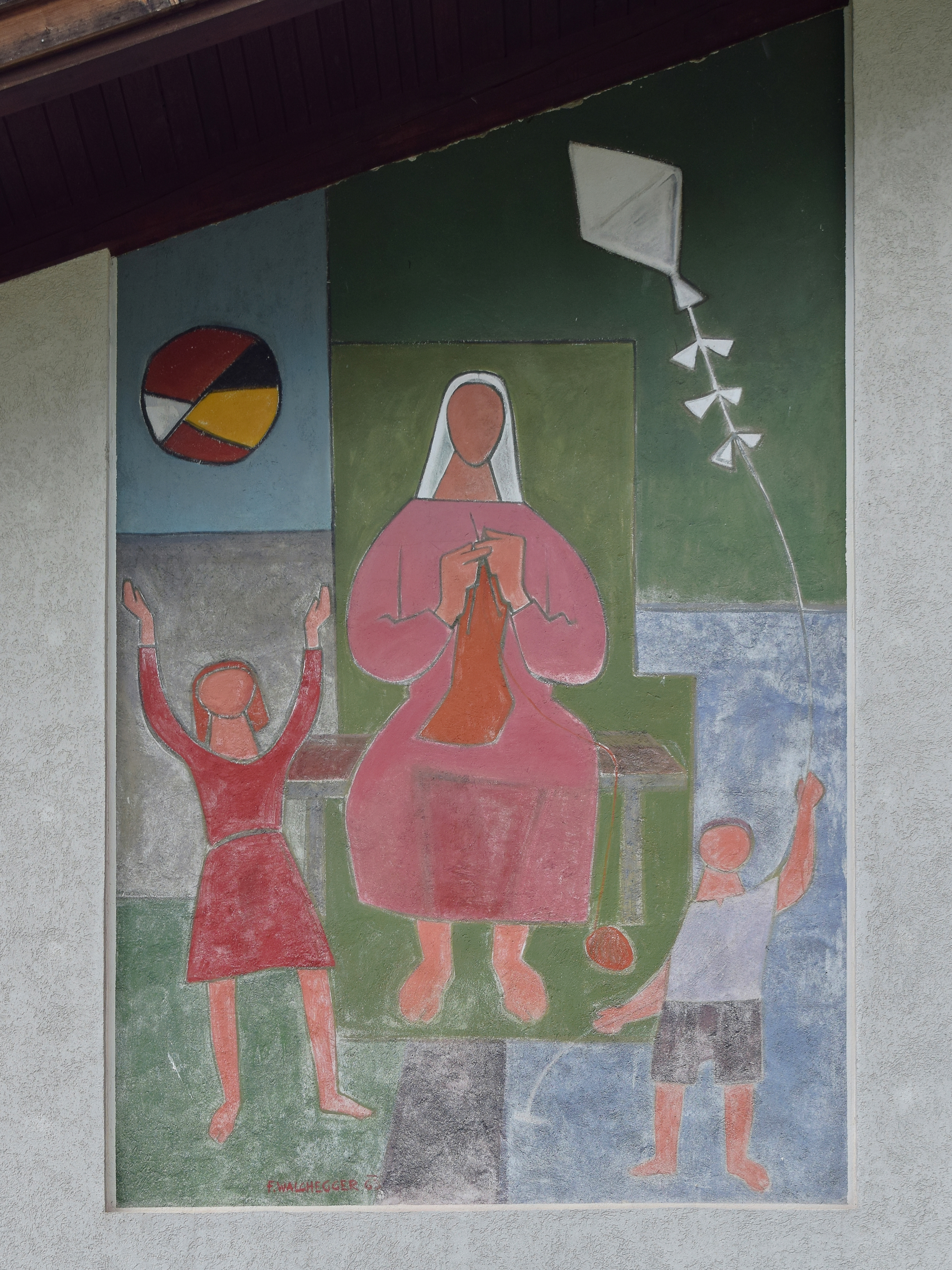
Wandbild Familie am Haus Walcheggerstraße 1–4, Matrei in Osttirol (1963)

- Fassadenmalereien, Wolkensteinerstraße 5 und 7, Lienz, um 1939[3][4]
- Fresken an der Ostmauer, Alter Friedhof, Lienz, 1955[5]
- Fassadenmalerei, Altes Rathaus, Lienz, um 1955[6]
- Wandmalerei Die vier Lebensalter, Friedensiedlung, Lienz, 1957[7]
- Wandgemälde mit Darstellung einer Handelsszene, Buchhandlung & Papier Geiger, Lienz, 1958[8]
- Entwurf Fassadenplastik, Pfarrvikariatskirche unserer lieben Frau Maria Unbefleckte Empfängnis, Mittewald, 1958[9]
- Fassadenfresko Schutzmantelmadonna, Bachkirchl, Matrei in Osttirol, 1958[10]
- Fassadenmalerei Verpfändung Matreis an das Salzburger Domkapitel, Bezirksgericht Matrei in Osttirol, 1958[11]
- Wandbilder Familie und Arbeitsleben, Walcheggerstraße 1–4, Matrei in Osttirol, 1963[12]